# الحرب المخفية (فلم)
الفيلم التسجيلي الحرب المخفية للمخرج كيربي ديك من كونه عملا يصنع مادته الفيلمية في بيئة شبه محظورة يتحدث عن قصص وحكايات الضحايا بالفيلم الذي حاز على جائزة الجمهور للأفلام التسجيلية في مهرجان صندانس في العام 2012.
ويكشف عن كم الفساد المنتشر الكبير بالجيش الأمريكي، حيث يتحدث عن تجارب آلاف النساء اللواتي وقعن ضحايا جرائم الاغتصاب والاعتداءات الجنسية من قبل زملائهن وقادتهن 